# ВВП-розрив

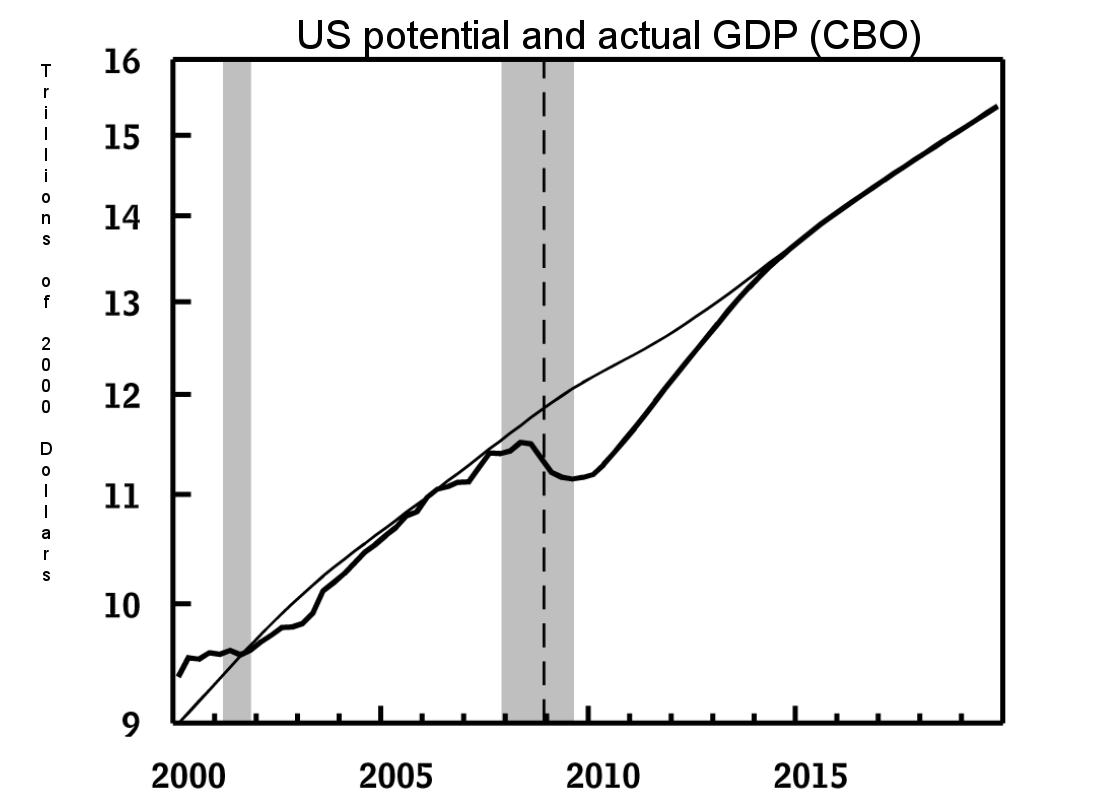
Потенційний (тонка лінія) і фактичний ВВП за оцінкою бюджетного комітету Конгресу США. Різниця — розрив ВВП

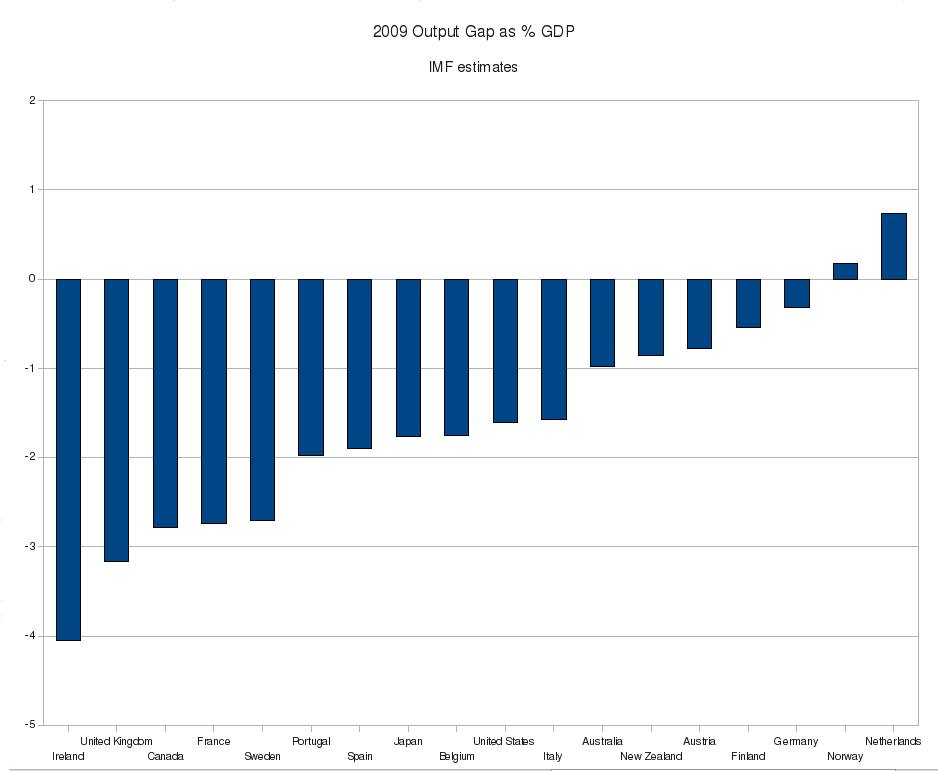
Оцінки МВФ щодо розриву ВВП за 2009, виражені у % від ВВП по країнах

ВВП-розри́в (недоотриманий ВВП) — природний реальний внутрішній валовий продукт мінус фактичний реальний валовий внутрішній продукт.
Розрив ВВП (англ. Output gap) — різниця між фактичним ВВП і потенційним ВВП.
Нехай:
- Y — фактичний ВВП
- Y* — потенційний ВВП
- тоді Y-Y* — розрив ВВП

Позитивний розрив ВВП називають інфляційним розривом, який вказує, що зростання сукупного попиту випереджає зростання сукупної пропозиції, можливо, призводячи до інфляції. Негативний розрив ВВП називають рецесійним розривом, який, можливо, призводить до дефляції.
Відсотковий розрив ВВП — відношення розриву ВВП до потенційного ВВП — {\displaystyle {(GDP_{actual}-GDP_{potential})} \over {GDP_{potential}}}.